# Lea Schiavi
Lea Schiavi Burdett (Borgosesia, 2 de marzo de 1907-Irán, 24 de abril de 1942) también conocida como Lea Schiavi, fue una periodista disidente italiana que escribía para periódicos de izquierda en oposición al gobierno fascista italiano dirigido por Benito Mussolini. Su esposo, Winston Burdett, creía que Schiavi fue asesinada por los rusos, los antifascistas italianos o los persas mientras viajaba por Irán.

## Biografía
Lea Schiavi nació en Borgosesia, Provincia de Vercelli, en la región de Piamonte, Italia en 1907. Schiavi fue educada en bellas artes en el Conservatorio de París.
Durante su carrera como periodista conoció a Winston Burdett, un corresponsal estadounidense de CBS News, en 1940 mientras ambos informaban desde Belgrado, Yugoslavia. La pareja se casó mientras ambos informaban desde Europa del Este durante la Segunda Guerra Mundial. También informaron desde el Medio Oriente y estuvieron en Líbano, Turquía, Siria e Irán desde 1940-1942. Escribió principalmente para revistas de izquierda. Durante la Segunda Guerra Mundial, Schiavi informaba desde Belgrado, Bucarest, Budapest y Sofía y mientras trabajaba para los periódicos italianos L'Ambrosiano e Il Tempo. Schiavi estaba haciendo una tarea de fotografía para el periódico PM de Nueva York en el norte de Irán en el momento de su muerte.
Fue una disidente italiana, antifascista y posiblemente comunista. Su oposición al nazismo y al fascismo italiano se endureció mientras informaba durante la guerra. Esperaba crear una organización que luchara contra el fascismo y el nazismo. Schiavi tenía 35 años en el momento de su asesinato en el sur de Persia (Irán) y su cuerpo fue llevado a Tabriz, Irán para su entierro.

## Asesinato
Lea Schiavi fue asesinada por asaltantes indeterminados en el sur de Persia el 24 de abril de 1942 mientras su esposo Winston Burdett informaba en la India.
Si bien el asesinato nunca se resolvió, se cree, según el testimonio de Burdett, que el asesinato estuvo directamente relacionado con que Burdett ya no espiara para la Unión Soviética debido a su continua desilusión con el comunismo. La historia que Burdett contó en la audiencia del congreso fue que su esposa estaba trabajando en el sur de Persia, informando desde Kurdistán. Cuando su vehículo fue detenido por un camión lleno de soldados rusos, de inmediato comenzaron a preguntarle específicamente si ella estaba en el automóvil. Cuando se enteraron de que lo era, la mataron instantáneamente. Burdett creía que la mataron porque había descubierto vínculos entre los campos de entrenamiento militar en Irán y un próximo golpe comunista en Yugoslavia.
En otra versión de esta historia, Schiavi viajaba por encargo del diario neoyorquino PM, que implicaba viajar por Azerbaiyán con Zina Agaian, su amiga armenia e hija de un diputado, cuando un niño kurdo detuvo el vehículo y preguntó por Schiavi por nombre. Cuando respondió que era ella, el kurdo la mató disparándole en el pecho.
Otra versión más de la historia contada por el padre de Schiavi, Natalino Schiavi, fue que Lea había sido víctima de la anarquía que estalló durante la revuelta de Hama Rashid en Irán alrededor de 1942.
Otra teoría era que Lea Schiavi fue asesinada por los italianos porque era demasiado importante en los esfuerzos antifascistas de la comunidad italiana en Irán. Esta teoría fue investigada en su momento por Lauro Laurenti mientras buscaba respuestas al asesinato de Schiavi y retomada más tarde por el historiador italiano Mimmo Franzinelli.

### Contexto
Irán a principios de la década de 1940 ha sido descrito como una "encrucijada" para los espías, ya que era estratégicamente importante.
Según Burdett, un oficial del Cuerpo de Contrainteligencia Estadounidense le dijo que había evidencia de que Schiavi fue asesinado con arreglos de los rusos. Durante su viaje a Irán, los rusos habían estado entrenando allí, y Schiavi encontró información importante que los rusos no querían que supiera un periodista. La muerte de Schiavi hizo que Burdett involucrara a los funcionarios de la embajada estadounidense y a los funcionarios de Tabriz para que lo ayudaran a investigar el crimen.

### Impacto
El asesinato de Schiavi influyó en parte en que Burdett testificara sobre su espionaje ante el Subcomité de Seguridad Interna del Senado.